# Агинское (Красноярский край)
Аги́нское (камас. Каза̄н тура́ — русское село) — село в Красноярском крае, административный центр Саянского района и Агинского сельсовета.

## География
Агинское расположено при впадении реки Аги в реку Анжу, в 217 км к юго-востоку от Красноярска и в 40 км от железнодорожной станции Саянская (узел линий на Абакан, Тайшет и Уяр).

## История
Село было основано в 1829 году ссыльными поселенцами. Указ о начале строительства Агинского среди более чем 20 других поселений Енисейской губернии в 1827 году подписал губернатор А. П. Степанов. Активное строительство Агинского продолжалось в 1829—1833 годах.
В 1836 году был открыт Агинский Николаевский приход. К 1844 году в селе, насчитывавшем всего две улицы, была построена церковь с одним престолом во имя Святителя Николая Чудотворца. При церкви были двухклассная церковно-приходская школа и библиотека. К 1900 году в Агинском проживали 822 человека. Жители села занимались хлебопашеством, скотоводством, звероводством, пчеловодством, мелкой кустарной промышленностью, добычей кедровых орехов, зарабатывали на золотых приисках.
В 1924 году был образован Саянский район с центром в Агинском. В 1928 году закрыли церковь, а в здании разместили клуб и избу-читальню. В 1969 году на этом месте было построено новое здание, в котором разместился районный Дом культуры.
После войны в Агинском стали строиться многоэтажные дома. В 1970 году была открыта детская музыкальная школа, в том же десятилетии появились пошивочная мастерская, средняя школа, здание администрации Агинского сельского Совета. В 1981 году была сооружена телевышка, ещё через год построено здание узла связи — в настоящее время в нём располагается почтовое отделение. В 1985 году в Агинском был открыт детский сад «Золотой ключик», который существует до сих пор. В 1990 году были построены автостанция и гостиница. В 1995 году в Агинском был открыт детский дом, в 1998 году — ещё одна школа. В 1997 году в эксплуатацию ввели банно-прачечный комбинат, в 1998 году — две электрокотельные.
В 2025 году в состав села включены деревня Павловка и посёлок Льнозавода.

## Население
| 1926  | 1939  | 1959  | 1970  | 1979  | 1989  | 2002  |
| ----- | ----- | ----- | ----- | ----- | ----- | ----- |
| 1920  | ↗4549 | ↘3711 | ↗5029 | ↗5457 | ↗7056 | ↘6173 |
| 2010  |       |       |       |       |       |       |
| ↘5584 |       |       |       |       |       |       |

## Инфраструктура
В настоящее время в селе Агинском расположены предприятия, связанные с нефтепереработкой, металлообработкой, строительством, отраслевым оборудованием. Также в селе есть хлебоприемное предприятие, заготконтора, сельский лесхоз, магазины, орган ЗАГС, автостанция и почтовое отделение. Сферу образования представляют два садика, три общеобразовательные школы (одна из них коррекционная), профессиональное училище, центр детского творчества. В селе работает краеведческий музей, выходит газета «Присаянье». В 2003 году в Агинском был вновь построен храм Николая Чудотворца.